# نهر طومسون
نهر طومسون  Thomson River -Queensland

نهر طومسون يقع في كوينزلاند الغربية-أستراليا, ويشكل جزء من حوض بحيرة إيري 
lake Eyre Basin,

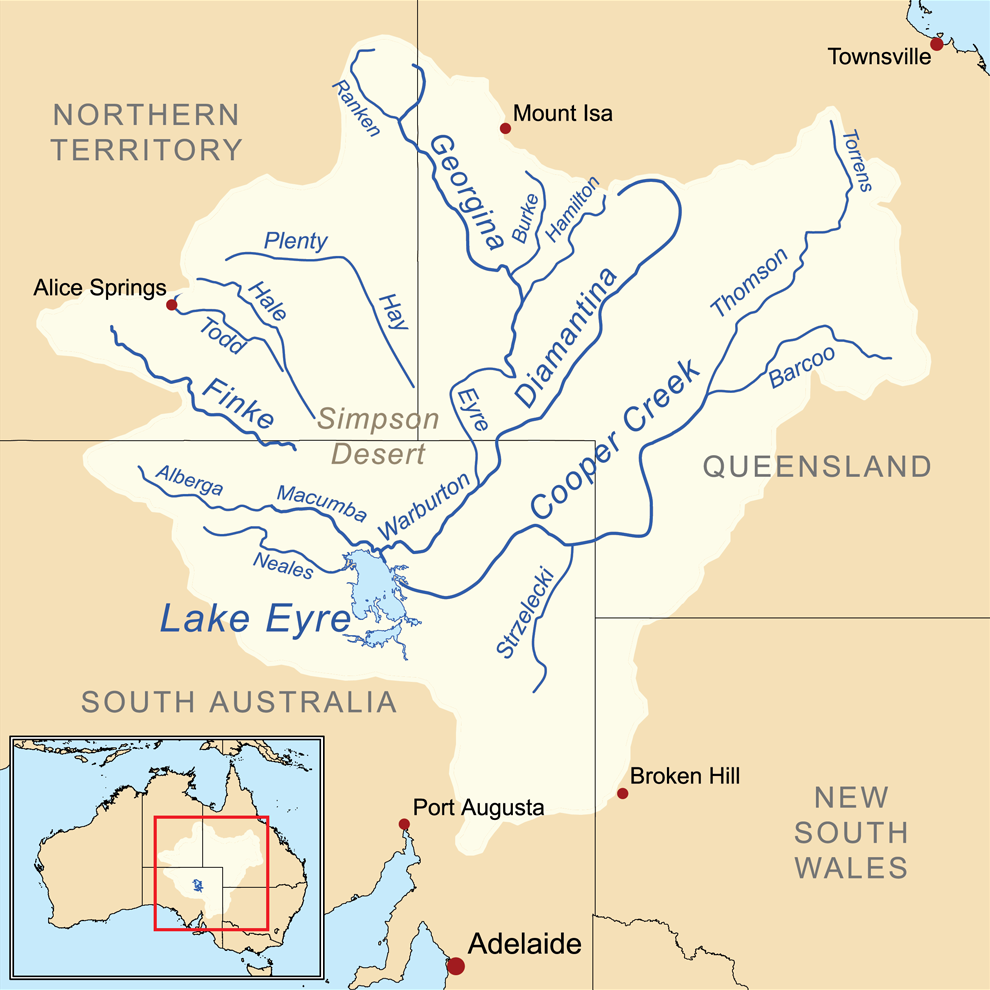
نهر ثومسون

النهر سُمي بواسطة المستكشف إدموند كينيدي Edmund Kennedy عام 1840, يواصل النهر جريانه في الجنوب الغربي ويمر بمدينة  لونغريتش Longreach، وستونهنج Stonehenge و جانده Jundah، قبل ان ينضم في الشمال مع نهر باركو  Barcoo River  لتشكيل خور كوبر Cooper Creek.
المصدر: مترجم http://en.wikipedia.org/wiki/Thomson_River_%28Queensland%29